# Gran Premio motociclistico d'Olanda 2006
Il Gran Premio motociclistico d'Olanda 2006 corso il 24 giugno, è stato il nono Gran Premio della stagione 2006 e ha visto vincere: la Honda di Nicky Hayden in MotoGP, Jorge Lorenzo nella classe 250 e Mika Kallio nella classe 125.

## MotoGP

### Arrivati al traguardo
| Pos | Nº | Pilota            | Squadra              | Motocicletta | Giri | Tempo     | Griglia | Punti |
| --- | -- | ----------------- | -------------------- | ------------ | ---- | --------- | ------- | ----- |
| 1   | 69 | Nicky Hayden      | Repsol Honda         | Honda        | 26   | 42:27.404 | 4       | 25    |
| 2   | 56 | Shin'ya Nakano    | Kawasaki Racing      | Kawasaki     | 26   | +4.884    | 2       | 20    |
| 3   | 26 | Daniel Pedrosa    | Repsol Honda         | Honda        | 26   | +7.525    | 5       | 16    |
| 4   | 27 | Casey Stoner      | Honda LCR            | Honda        | 26   | +7.555    | 12      | 13    |
| 5   | 10 | Kenny Roberts Jr  | Team Roberts         | KR211V       | 26   | +8.078    | 10      | 11    |
| 6   | 21 | John Hopkins      | Rizla Suzuki         | Suzuki       | 26   | +17.065   | 1       | 10    |
| 7   | 33 | Marco Melandri    | Fortuna Honda        | Honda        | 26   | +18.090   | 7       | 9     |
| 8   | 46 | Valentino Rossi   | Camel Yamaha         | Yamaha       | 26   | +23.951   | 18      | 8     |
| 9   | 7  | Carlos Checa      | Tech 3 Yamaha        | Yamaha       | 26   | +29.027   | 8       | 7     |
| 10  | 71 | Chris Vermeulen   | Rizla Suzuki         | Suzuki       | 26   | +31.627   | 6       | 6     |
| 11  | 6  | Makoto Tamada     | Konica Minolta Honda | Honda        | 26   | +32.841   | 13      | 5     |
| 12  | 66 | Alex Hofmann      | Ducati Marlboro      | Ducati       | 26   | +34.143   | 9       | 4     |
| 13  | 5  | Colin Edwards     | Camel Yamaha         | Yamaha       | 26   | +40.412   | 3       | 3     |
| 14  | 17 | Randy de Puniet   | Kawasaki Racing      | Kawasaki     | 26   | +1:03.648 | 11      | 2     |
| 15  | 65 | Loris Capirossi   | Ducati Marlboro      | Ducati       | 26   | +1:17.303 | 15      | 1     |
| 16  | 22 | Iván Silva        | Pramac d'Antín       | Ducati       | 25   | +1 giro   | 17      |       |
| 17  | 30 | José Luis Cardoso | Pramac d'Antín       | Ducati       | 23   | +3 giri   | 16      |       |

### Ritirato
| Nº | Pilota        | Squadra       | Motocicletta | Giri | Griglia |
| -- | ------------- | ------------- | ------------ | ---- | ------- |
| 77 | James Ellison | Tech 3 Yamaha | Yamaha       | 3    | 14      |

### Non partito
| Nº | Pilota     | Squadra       | Motocicletta |
| -- | ---------- | ------------- | ------------ |
| 24 | Toni Elías | Fortuna Honda | Honda        |

## Classe 250

### Arrivati al traguardo
| Pos | Nº | Pilota              | Squadra                      | Motocicletta | Giri | Tempo     | Griglia | Punti |
| --- | -- | ------------------- | ---------------------------- | ------------ | ---- | --------- | ------- | ----- |
| 1   | 48 | Jorge Lorenzo       | Fortuna Aprilia              | Aprilia      | 24   | 40:30.770 | 1       | 25    |
| 2   | 7  | Alex De Angelis     | Master - MVA Aspar           | Aprilia      | 24   | +8.168    | 2       | 20    |
| 3   | 34 | Andrea Dovizioso    | Humangest Racing             | Honda        | 24   | +8.241    | 3       | 16    |
| 4   | 6  | Alex Debón          | Fortuna Aprilia              | Aprilia      | 24   | +31.875   | 9       | 13    |
| 5   | 15 | Roberto Locatelli   | Team Toth                    | Aprilia      | 24   | +34.686   | 8       | 11    |
| 6   | 55 | Yūki Takahashi      | Humangest Racing             | Honda        | 24   | +39.326   | 5       | 10    |
| 7   | 58 | Marco Simoncelli    | Squadra Corse Metis Gilera   | Gilera       | 24   | +39.383   | 6       | 9     |
| 8   | 14 | Anthony West        | Kiefer - Bos - Racing        | Aprilia      | 24   | +45.104   | 11      | 8     |
| 9   | 4  | Hiroshi Aoyama      | Red Bull KTM                 | KTM          | 24   | +47.526   | 10      | 7     |
| 10  | 54 | Manuel Poggiali     | Red Bull KTM                 | KTM          | 24   | +59.296   | 17      | 6     |
| 11  | 25 | Alex Baldolini      | Matteoni Racing              | Aprilia      | 24   | +1:04.424 | 15      | 5     |
| 12  | 73 | Shūhei Aoyama       | Repsol Honda                 | Honda        | 24   | +1:05.827 | 4       | 4     |
| 13  | 9  | Franco Battaini     | Campetella Racing            | Aprilia      | 24   | +1:14.392 | 16      | 3     |
| 14  | 23 | Arturo Tizón        | Wurth Honda BQR              | Honda        | 24   | +1:21.750 | 22      | 2     |
| 15  | 42 | Aleix Espargaró     | Wurth Honda BQR              | Honda        | 24   | +1:21.763 | 18      | 1     |
| 16  | 37 | Fabricio Perrén     | Stop And Go Racing           | Honda        | 24   | +1:33.418 | 21      |       |
| 17  | 24 | Jordi Carchano      | WTR Blauer USA               | Aprilia      | 24   | +1:42.902 | 20      |       |
| 18  | 22 | Luca Morelli        | Nocable Angaia Racing        | Aprilia      | 23   | +1 giro   | 23      |       |
| 19  | 17 | Franz Aschenbrenner | Kiefer - Bos - Racing        | Aprilia      | 23   | +1 giro   | 24      |       |
| 20  | 70 | Raymond Schouten    | Amici Racing                 | Honda        | 23   | +1 giro   | 25      |       |
| 21  | 68 | Randy Gevers        | DE Arend - Filart Racing     | Aprilia      | 23   | +1 giro   | 26      |       |
| 22  | 69 | Bram Appelo         | Racing Team Twello Jaap King | Honda        | 23   | +1 giro   | 28      |       |
| 23  | 71 | Jan Roelofs         | Roelofs Racing               | Yamaha       | 23   | +1 giro   | 27      |       |

### Ritirati
| Nº | Pilota           | Squadra                     | Motocicletta | Giri | Griglia |
| -- | ---------------- | --------------------------- | ------------ | ---- | ------- |
| 96 | Jakub Smrž       | Cardion AB Motoracing       | Aprilia      | 1    | 14      |
| 16 | Jules Cluzel     | Equipe GP De France - Scrab | Aprilia      | 0    | 19      |
| 36 | Martín Cárdenas  | Repsol Honda                | Honda        | 0    | 12      |
| 50 | Sylvain Guintoli | Equipe GP De France - Scrab | Aprilia      | 0    | 7       |
| 8  | Andrea Ballerini | Campetella Racing           | Aprilia      | 0    | 13      |

### Non partito
| Nº | Pilota         | Squadra              | Motocicletta |
| -- | -------------- | -------------------- | ------------ |
| 21 | Arnaud Vincent | Arie Molenaar Racing | Honda        |

### Non qualificati
| Nº | Pilota          | Squadra                  | Motocicletta |
| -- | --------------- | ------------------------ | ------------ |
| 72 | David Drieghe   | DRT Mototech Road Racing | Honda        |
| 85 | Alessio Palumbo | Matteoni Racing          | Aprilia      |

## Classe 125

### Arrivati al traguardo
| Pos | Nº | Pilota                     | Squadra                    | Motocicletta | Giri | Tempo     | Griglia | Punti |
| --- | -- | -------------------------- | -------------------------- | ------------ | ---- | --------- | ------- | ----- |
| 1   | 36 | Mika Kallio                | Red Bull KTM               | KTM          | 22   | 38:51.450 | 1       | 25    |
| 2   | 33 | Sergio Gadea               | Master - MVA Aspar         | Aprilia      | 22   | +0.122    | 4       | 20    |
| 3   | 19 | Álvaro Bautista            | Master - MVA Aspar         | Aprilia      | 22   | +0.128    | 2       | 16    |
| 4   | 24 | Simone Corsi               | Squadra Corse Metis Gilera | Gilera       | 22   | +6.793    | 9       | 13    |
| 5   | 52 | Lukáš Pešek                | Derbi Racing               | Derbi        | 22   | +6.828    | 3       | 11    |
| 6   | 55 | Héctor Faubel              | Master - MVA Aspar         | Aprilia      | 22   | +10.647   | 6       | 10    |
| 7   | 75 | Mattia Pasini              | Master - MVA Aspar         | Aprilia      | 22   | +10.691   | 5       | 9     |
| 8   | 1  | Thomas Lüthi               | Elit - Caffe Latte         | Honda        | 22   | +10.935   | 19      | 8     |
| 9   | 22 | Pablo Nieto                | Multimedia Racing          | Aprilia      | 22   | +13.297   | 10      | 7     |
| 10  | 35 | Raffaele De Rosa           | Multimedia Racing          | Aprilia      | 22   | +13.336   | 17      | 6     |
| 11  | 14 | Gábor Talmácsi             | Humangest Racing           | Honda        | 22   | +13.430   | 11      | 5     |
| 12  | 6  | Joan Olivé                 | SSM Racing                 | Aprilia      | 22   | +20.824   | 15      | 4     |
| 13  | 63 | Mike Di Meglio             | FFM Honda Grand Prix 125   | Honda        | 22   | +24.778   | 14      | 3     |
| 14  | 11 | Sandro Cortese             | Elit - Caffe Latte         | Honda        | 22   | +27.876   | 18      | 2     |
| 15  | 18 | Nicolás Terol              | Derbi Racing               | Derbi        | 22   | +28.772   | 8       | 1     |
| 16  | 38 | Bradley Smith              | Repsol Honda               | Honda        | 22   | +37.462   | 22      |       |
| 17  | 8  | Lorenzo Zanetti            | Skilled I.S.P.A. Racing    | Aprilia      | 22   | +39.194   | 16      |       |
| 18  | 43 | Manuel Hernández           | Nocable Angaia Racing      | Aprilia      | 22   | +46.514   | 21      |       |
| 19  | 37 | Joey Litjens               | Arie Molenaar Racing       | Honda        | 22   | +47.384   | 25      |       |
| 20  | 16 | Michele Conti              | Valsir Seedorf Racing      | Honda        | 22   | +47.911   | 26      |       |
| 21  | 26 | Vincent Braillard          | Multimedia Racing          | Aprilia      | 22   | +48.374   | 30      |       |
| 22  | 9  | Michael Ranseder           | Red Bull KTM Junior        | KTM          | 22   | +48.880   | 40      |       |
| 23  | 95 | Georg Fröhlich             | Abbink Bos Racing          | Honda        | 22   | +59.268   | 27      |       |
| 24  | 23 | Lorenzo Baroni             | Humangest Racing           | Honda        | 22   | +59.373   | 37      |       |
| 25  | 34 | Esteve Rabat               | Wurth Honda BQR            | Honda        | 22   | +59.455   | 34      |       |
| 26  | 53 | Simone Grotzkyj            | Campetella Racing Junior   | Aprilia      | 22   | +1:03.116 | 33      |       |
| 27  | 20 | Roberto Tamburini          | Matteoni Racing            | Aprilia      | 22   | +1:05.437 | 39      |       |
| 28  | 90 | Hiroaki Kuzuhara           | Malaguti Ajo Corse         | Malaguti     | 22   | +1:05.603 | 36      |       |
| 29  | 45 | Imre Tóth                  | Team Toth                  | Aprilia      | 22   | +1:16.271 | 29      |       |
| 30  | 13 | Dino Lombardi              | 3C Racing                  | Aprilia      | 22   | +1:17.141 | 38      |       |
| 31  | 17 | Stefan Bradl               | Red Bull KTM Junior        | KTM          | 22   | +1:39.032 | 24      |       |
| 32  | 81 | Robert Mureșan             | Las Vegas Team Romania     | Aprilia      | 21   | +1 giro   | 42      |       |
| 33  | 94 | Patrick van de Waarsenburg | Lemstra Racing             | Honda        | 21   | +1 giro   | 43      |       |

### Ritirati
| Nº | Pilota            | Squadra                  | Motocicletta | Giri | Griglia |
| -- | ----------------- | ------------------------ | ------------ | ---- | ------- |
| 10 | Ángel Rodríguez   | 3C Racing                | Aprilia      | 21   | 13      |
| 44 | Karel Abraham     | Cardion AB Motoracing    | Aprilia      | 21   | 35      |
| 78 | Hugo van den Berg | Varenhof Racing          | Aprilia      | 21   | 28      |
| 29 | Andrea Iannone    | Campetella Racing Junior | Aprilia      | 16   | 7       |
| 32 | Fabrizio Lai      | Valsir Seedorf Racing    | Honda        | 11   | 12      |
| 93 | Gert-Jan Kok      | Jan Bakker Auto's Racing | Honda        | 9    | 41      |
| 7  | Alexis Masbou     | Malaguti Ajo Corse       | Malaguti     | 7    | 32      |
| 12 | Federico Sandi    | SSM Racing               | Aprilia      | 7    | 31      |
| 15 | Michele Pirro     | WTR Blauer USA           | Aprilia      | 4    | 20      |
| 21 | Mateo Túnez       | Master - MVA Aspar       | Aprilia      | 20   | 23      |